# Línea F6 (AUVASA)
La línea F6 de AUVASA sale del barrio de San Pedro Regalado de Valladolid, pasa por los barrios de Los Viveros, Rondilla, La Victoria y Huerta del Rey y se dirige hacia el Estadio José Zorrilla. Solo circula en días en los que el Real Valladolid juega partidos en casa.

## Frecuencias
| DÍA             | LUGAR DE SALIDA       | HORARIO                                 |
| --------------- | --------------------- | --------------------------------------- |
| Días de partido | San Pedro Regalado    | Una hora antes del comienzo del partido |
| Días de partido | Estadio José Zorrilla | Al finalizar el partido                 |

## Paradas
Nota: Al pinchar sobre los enlaces de las distintas paradas se muestra cuanto tiempo queda para que pase el autobús por esa parada.
| Hacia Estadio Zorrilla                                     | Correspondencia con líneas: |
| ---------------------------------------------------------- | --------------------------- |
| Pza. Carmen Ferreiro                                       | 2 B1                        |
| Avda. Santander centro comercial                           | 2 B1                        |
| Avda. Santander 49 Bº España                               | 2 B1                        |
| Avda. Santander Pob. Endasa                                | 2 B1                        |
| Avda. Palencia 41 Policía Municipal                        | 2 B1                        |
| C/ Moradas 31 esq. Nebrija                                 | 1 C1 B1                     |
| C/ Moradas 21 esq. Card. Cisneros                          | 1 C1                        |
| C/ Card. Torquemada fte. 16                                | 1 C1                        |
| C/ Rondilla de Santa Teresa fte. antiguo Hosp. Río Hortega | 24 C1                       |
| Pza. San Nicolás 13                                        | 24 C1                       |
| C/ Fuente el Sol 2 esq. Pza. San Bartolomé                 | 5 6 C1                      |
| C/ Júpiter fte. 12 esq. Comuneros de Castilla              | 5 6 C1                      |
| Avda. Gijón 26 Canal                                       | 4 5 6 C1                    |
| Avda. Ramón Pradera 15-17                                  | 4 24                        |
| Avda. Ramón Pradera fte. hotel                             | 4 5 6 24                    |
| Avda. Ramón Pradera Feria de Valladolid                    | 4 5 6 24                    |
| Avda. Miguel Ángel Blanco 5 esq. Avda. Salamanca           | 3 5                         |
| Avda. Mundial 82 Estadio José Zorrilla                     | F1 F2 F3 F4 F5              |
| Hacia San Pedro Regalado                                   |                             |
| Avda. Mundial 82 Estadio José Zorrilla                     | F1 F2 F3 F4 F5              |
| C/ Pío del Río Hortega 9                                   | 5 B2                        |
| Avda. Ramón Pradera fte. Feria de Valladolid               | 5 6 B2                      |
| C/ Bálago esq. Ramón Pradera                               | 5 6 B2                      |
| C/ Sementera esq. Mieses                                   | 5 6 B2                      |
| C/ Mieses fte. 16                                          | 5 6                         |
| Avda. Gijón 3 fte. Canal                                   | 4 5 6 C2 B2                 |
| Avda. Gijón 1 esq. Pza. San Bartolomé                      | 4 5 6 C2 B2                 |
| C/ La Victoria fte. 31 esq. San Sebastián                  | C2                          |
| C/ Tirso de Molina fte. Seminario                          | C2                          |
| C/ Card. Torquemada esq. Tirso de Molina                   | 1 17 C2 B1                  |
| C/ Card. Cisneros esq. San Juan de Ávila                   | 17 C2 B1                    |
| C/ Cerrada 1 esq. Santa Clara                              | 17 C2 B1                    |
| Avda. Palencia fte. 41 esq. Amor de Dios                   | 2 B1                        |
| Avda. Santander fte. Pob. Endasa                           | 2 B1                        |
| Avda. Santander 8 fte. Bº España                           | 2 B1                        |
| Pza. Carmen Ferreiro                                       | 2 B1                        |